# (73925) 1997 MS6
(73925) 1997 MS6 – planetoida z pasa głównego asteroid okrążająca Słońce w ciągu 4,47 lat w średniej odległości 2,71 j.a. Odkryta 28 czerwca 1997 roku.